# بریان برگوگنو
بریان برگوگنو (فرانسوی: Bryan Bergougnoux‎؛ زادهٔ ۱۲ ژانویهٔ ۱۹۸۳) بازیکن فوتبال اهل فرانسه است.
از باشگاه‌هایی که در آن بازی کرده‌است می‌توان به باشگاه فوتبال لچه، باشگاه فوتبال اومانیا، باشگاه فوتبال تولوز و باشگاه فوتبال المپیک لیون اشاره کرد.
وی همچنین در تیم ملی فوتبال زیر ۲۱ سال فرانسه بازی کرده‌است.